# Platyarthrus stadleri
Platyarthrus stadleri là một loài chân đều trong họ Platyarthridae. Loài này được Karaman miêu tả khoa học năm 1961.